# Filipinski orao
Filipinski orao (lat. Pithecophaga jefferyi) orao iz porodice Accipitridae. Endemska je vrsta u šumama na Filipinima.
Perje je smeđe i bijele boje. Ima dužinu od 86–102 cm i težinu od 4,7 do 8 kilograma. U predjelu glave ima dugačka pera, koja čine čubu. Smatra se najvećim od živućih orlova po dužini. Postoje teži orlovi od njega. Najlakše ga je prepoznati po divnim krilima i izrazito velikom kljunu.
Hrani se preko dana letećim majmunima, zmijama, vjevericama i manjim majmunima.
Među najrjeđim je pticama na svijetu. Proglašen je filipinskom nacionalnom pticom 1995. godine. Nalazi se na kovanici filipinskog peza. Kritično je ugrožen, uglavnom zbog velikog gubitka staništa zbog krčenja šuma i krivolova. Ubijanje filipinskoga orla kažnjivo je po zakonu. Kazna je 12 godina zatvora.
Prvi Europljanin, koji je otkrio filipinskog orla bio je engleski istraživač i prirodoslovac John Whitehead 1896. Njegov sluga Juan, ulovio je prvi primjerak nekoliko tjedana kasnije. Vrstu je opisao William Robert Ogilvie-Grant u Londonu u 1896. godine. Njemu je poslana koža filipinskog orla, koji je izložio u lokalnom restoranu.
Prije se zvao "orao koji jede majmune", ali kako jede i druge životinje te jer, postoje i drugi orlovi, koji jedu majmune, dobio je postojeće ime filipinski orao 1978. Ova vrsta nema podvrste.
Također se zove i "veliki filipinski orao" te ima brojne lokalne nazive, uključujući: agila ("orao"), haribon, haring ibon ("ptica kralj") i banog ("zmaj").

## Vanjske poveznice
Ostali projekti
|  | Zajednički poslužitelj ima još gradiva o temi Filipinski orao |
|  | Wikivrste imaju podatke o taksonu Filipinski orao             |